# Flumeri
Flumeri  är en kommun i provinsen Avellino, i regionen Kampanien. Kommunen hade 2 944 invånare (2017) och gränsar till kommunerna Ariano Irpino, Castel Baronia, Frigento, Grottaminarda, San Nicola Baronia, San Sossio Baronia, Sturno, Villanova del Battista samt Zungoli.